# Nappa (Finlandia)
Nappa è un villaggio nella parte settentrionale della regione del Kymenlaakso. Costituitosi verso la metà del XVII secolo, oggi fa parte della cittadina di Kouvola e ha raggiunto e superato i mille abitanti.